# Manfred Schliwa
Manfred Schliwa (* 6. Dezember 1945) ist ein deutscher Zellbiologe und Experte für molekulare Motoren und zelluläre Bewegung.

## Werdegang
Manfred Schliwa studierte zunächst Jura und dann Biologie, Anthropologie und Paläontologie an der Johann-Wolfgang-Goethe-Universität in Frankfurt am Main. 1975 wurde er mit einer Arbeit über den zellulären Mechanismus des Farbwechsels bei Fischen promoviert. 1978 erhielt er als einer der ersten ein Heisenberg-Stipendium der deutschen Forschungsgemeinschaft. Dies nutzte er zu Forschungsaufenthalten bei Keith Porter in Boulder, Colorado und Gary Borisy in Madison, Wisconsin. 1981 wurde er an die University of California in Berkeley berufen, wo er zunächst als Assistant Professor, ab 1984 als Associate Professor und ab 1987 als Full Professor lehrte und forschte. 1991 folgte er einem Ruf auf den Lehrstuhl für Zellbiologie an der medizinischen Fakultät der Ludwig-Maximilians-Universität München. Dort blieb er bis zu seiner Pensionierung im Jahre 2011. Im gleichen Jahr wurde er zum Seniorprofessor an der Johann-Wolfgang-Goethe-Universität in Frankfurt am Main ernannt, wo er im Masterstudiengang Zellbiologie unterrichtet.

## Forschungsschwerpunkte
Seit seiner Doktorarbeit bei Jürgen Bereiter-Hahn galt sein Interesse dem Aufbau des Cytoskeletts und der Aufklärung der Bewegungsmechanismen von und in Zellen. In Berkeley baute er zusammen mit seiner Frau, Ursula Euteneuer, ein Labor auf, das zelluläre Bewegungen mit einem breiten Methodenspektrum erforschte. Unter anderem nutzten sie den Zufallsfund eines später als Riesenforaminifere identifizierten Einzellers im Zierfischaquarium in seinem Büro als einzigartiges Modellsystem zum Studium intrazellulärer Bewegungen(siehe Abschnitt 5, Veröffentlichungen). In München verlagerte sich der Schwerpunkt der Arbeit auf molekulare und biophysikalische Einzelmolekül-Studien an Motorproteinen wie Kinesin und Myosin mittels optischer Pinzette (laser trap) und interne Totalreflexionsfluoreszenzmikroskopie (TIRF) Mikroskopie.

## Weitere Tätigkeiten
- 2002–2006: Präsident der Deutschen Gesellschaft für Zellbiologie
- 2001–2007: Vorsitzender des Apparateausschusses der Deutschen Forschungsgemeinschaft
- 1997: Gründungssprecher, Sonderforschungsbereich 413
- 1993–1998: Vorsitz des Fachbeirats des Max-Planck-Instituts für Zellbiologie, Ladenburg
- 1984–1990: Direktor der Elektronenmikroskopie, University of California

Herausgeber oder Mitherausgeber von (u. a.) European Journal of Cell Biology, PLoS Biology, Molecular Biology of the Cell, International Review of Cell and Molecular Biology, Encyclopedia of Life Sciences, Protoplasma, Journal of Protozoology, Journal of Eukaryotic Microbiology

## Auszeichnungen
- 2007:  Carl Zeiss Preis, Deutsche Gesellschaft für Zellbiologie
- 2005: Wahl zum Mitglied der Europäischen Molekularbiologie-Organisation (EMBO)
- 1999: Wahl zum Mitglied der Deutschen Akademie der Naturforscher (Leopoldina)[1]
- 1996–2000: Rothschild-Fellow, Institut Curie, Paris
- 1988: Philips Distinguished Lecturer, Haverford College
- 1978–1982: Heisenberg-Stipendium

## Veröffentlichungen
(Auswahl)
- The Cytoskeleton: An Introductory Survey. Springer-Verlag, Wien / New York 1986, ISBN 3-211-81884-7.
- Molecular Motors. Wiley-VCH, Weinheim 2003, ISBN 3-527-30594-7.
- The evolving complexity of cytoplasmic structure. In: Nature Reviews Mol. Cell Biol. Band 3, Nr. 4, 2002, S. 291–295.

als Mitautor
- M. Schliwa, U. Euteneuer: A microtubule-independent component may be involved in granule transport in pigment cells. In: Nature. Band 273, 1978, S. 556–558.
- U. Euteneuer, M. Schliwa: Persistent, directional motility of cells and cytoplasmic fragments in the absence of microtubules. In: Nature. Band 310, 1984, S. 58–61.
- M. P. Koonce, J. Tong, U. Euteneuer, M. Schliwa: Active sliding between cytoplasmic microtubules. In: Nature. Band 328, 1987, S. 737–739.
- U. Euteneuer, M. P. Koonce, K. K. Pfister, M. Schliwa: An ATPase with properties expected for the organelle motor of the giant amoeba, Reticulomyxa. In: Nature. Band 332, 1988, S. 176–178.
- A. Ashkin, K. Schütze, J. M. Dziedzic, U. Euteneuer, M. Schliwa: Force generation of organelle transport in vivo measured by an infrared laser trap. In: Nature. Band 348, 1990, S. 346–348.
- U. Henningsen, M. Schliwa: Reversal in the direction of movement of a molecular motor. In: Nature. Band 389, 1997, S. 93–96.
- M. Schliwa, G. Woehlke: Molecular motors. In: Nature. Band 422, 2003, S. 759–765.
- M. Schliwa: Biological nanomotors. In: C. A. Mirkin, C. M. Niemayer (Hrsg.): Nanobiotechnology: Concepts, Applications, and Perspectives. Wiley-VCH, Weinheim 2007, S. 383–400